# Гравифотон
Гравифотон — гипотетическая элементарная частица, связанная с процессами квантовой гравитации. Её существование постулируется в теории супергравитации. Как и обычный фотон, имеет спин {\displaystyle 1}. В простейших вариантах теории единственна, в более сложных имеется большое число разновидностей.